# Guadalupe, Antioquia
Guadalupe este un municipiu din departamentul Antioquia, Columbia.